# حمام میر صفی
حمام میر صفی مربوط به دوره صفوی است و در شهرستان آمل، بخش دابوشت، روستای امین آباد واقع شده و این اثر در تاریخ ۷ مرداد ۱۳۸۲ با شمارهٔ ثبت ۹۳۵۲ به‌عنوان یکی از آثار ملی ایران به ثبت رسیده است.